# Blasiistraße 11 (Quedlinburg)

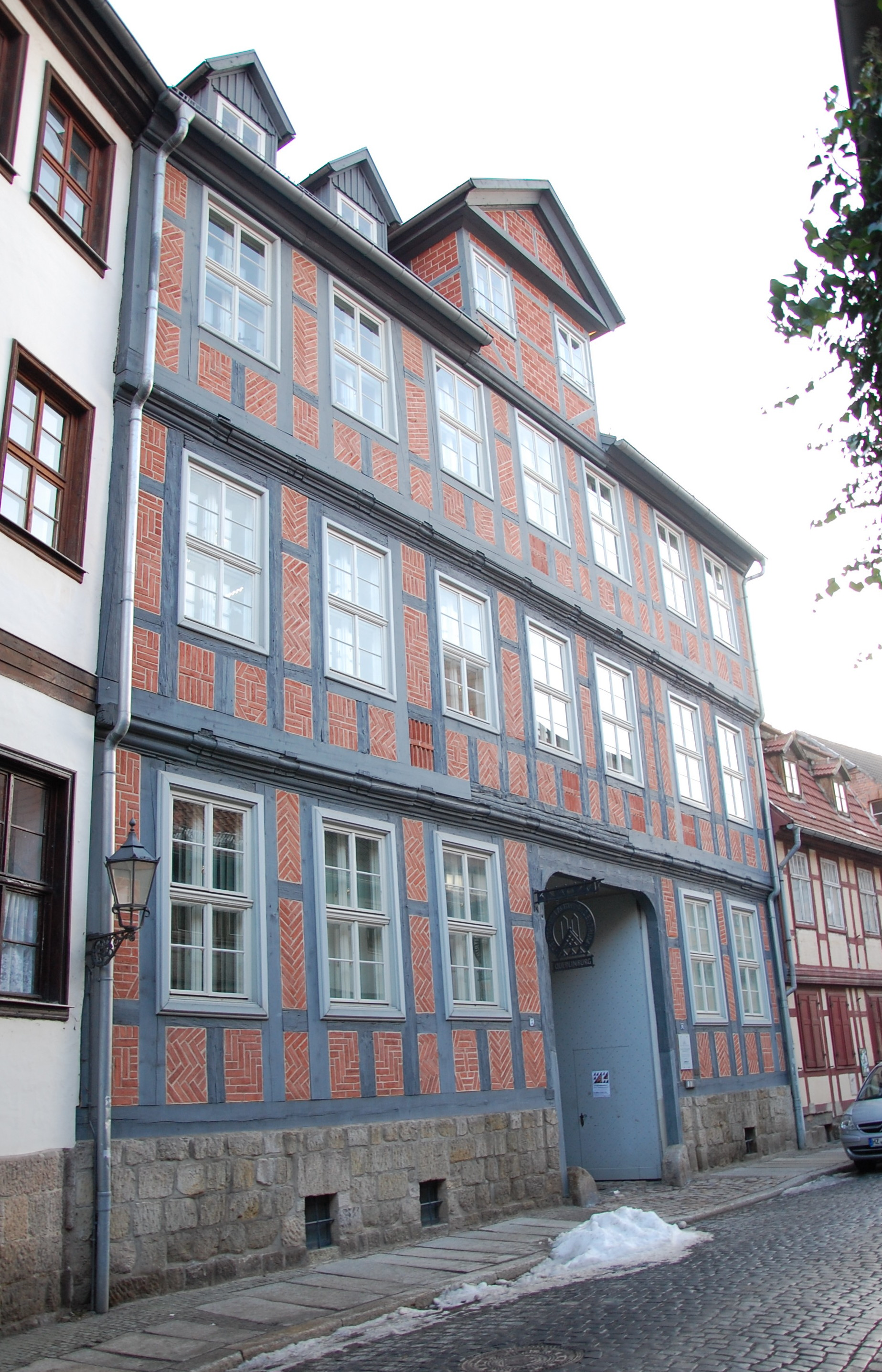
Haus Blasiistraße 11

Das Haus Blasiistraße 11 ist ein denkmalgeschütztes Gebäude in der Stadt Quedlinburg in Sachsen-Anhalt. Es ist Sitz des Deutschen Fachwerkzentrums.

## Lage
Es befindet sich auf der Südseite der Blasiistraße, südwestlich des Quedlinburger Marktplatzes. Das Gebäude gehört zum UNESCO-Weltkulturerbe und ist im Quedlinburger Denkmalverzeichnis als Kaufmannshof eingetragen. Östlich schließt sich das gleichfalls denkmalgeschützte Haus Blasiistraße 10, westlich das Haus Blasiistraße 12 an.

## Architektur und Geschichte
Das in der Zeit des Barock als Handelshof entstandene Anwesen wurde um das Jahr 1710 in Fachwerkbauweise errichtet. Die Fachwerkfassade des dreigeschossigen Hauses wird durch die Zierausmauerungen der Gefache sowie ein Zwerchhaus mit Ladeluke geprägt. In der Hausdurchfahrt befindet sich eine barocke Haustreppe. Sie ist mit flachen Brettbalustern und gedrehten Pfosten versehen.
Die Westseite des Hofs wird von einem ebenfalls als Fachwerkbau errichteten Wohnhaus eingenommen. Auf der Südseite des Hofs steht ein als Speicher errichtetes Haus.